# إنديان شورز
إنديان شورز (بالإنجليزية: Indian Shores)‏ هي مدينة أمريكية تقع في ولاية فلوريدا. تبلغ مساحة هذه المدينة 2.5 (كم²)،ويبلغ عدد سكانها 1420 نسمة حسب إحصاء سنة 2010 م 1420.تشير إحصاءات سنة 2000 بأن الكثافة السكانية في هذه المدينة تقدر بـ(auto) نسمة/كم2 